# 개곡초등학교
개곡초등학교는 대한민국 경기도 김포시 월곶면 개곡리에 있는 공립 초등학교이다.

## 학교 연혁
- 1963. 12. 31 월곶국민학교 개곡분교장 인가
- 1966. 03. 02 개곡국민학교로 승격
- 1967. 02. 16 제1회 졸업생 (35명)
- 1988. 07. 10 모산도서관 신축(고 김재만 증)
- 1996. 03. 01 개곡초등학교로 명칭 변경
- 2004. 03. 23 구령대 및 스탠드 조경공사 준공
- 2004. 09. 15 교사 전면 조경공사 준공
- 2005. 06. 29 다목적실 증축 및 어학실 공사 준공
- 2010. 10. 17 인조잔디구장 개장
- 2011. 06. 25 들꽃 배움터 조성
- 2012. 02. 14 제46회 졸업식(남 9, 여 8, 총 17명, 누계 1412명)
- 2012. 07. 28 저녁돌봄교실 공사
- 2012. 10. 30 교실 창틀공사
- 2013. 02. 08 유치원 졸업식(31회)
- 2013. 02. 15 제47회 졸업식(남 7, 여 7, 총 14명, 누계 1426명)
- 2013. 02. 22 학교운동장 시계설치(동문회 증)
- 2013. 02. 28 보육교실 싱크대 설치
- 2013. 09. 01 제17대 오혜숙 교장 취임
- 2014. 02. 14 제48회 졸업식(남 7, 여 6, 총 13명, 누계 1439명)

## 참고 자료
- 개곡초등학교 - 한국교육학술정보원 학교알리미